# Студениця (річка)
Студен́иця — річка на східному Поділлі, в межах Кам'янець-Подільського, Дунаєвецького та Ярмолинецького районах Хмельницької області. Ліва притока Дністра (басейн Чорного моря).

## Опис

Студениця

Довжина 85 км, сточище — 477 км², падіння 230,4 м, похил річки 2,74 м/км. Пересічна ширина річища в середній течії 5—10 м. Схили долини круті, терасовані, у пониззі — прямовисні, сильно розчленовані балками і ярами з конусами виносу 20—80 м завширшки. На 14,5-ому км від гирла є водоспад з падінням 0,5 м. Річка бере воду більше ніж з 36 ставків загальною площею дзеркал бл. 0,18 тис. га, загальним об'ємом 2,03 млн м³.

## Розташування
Бере початок із джерел біля села Косогірка Ярмолинецького району. Тече спершу на південний схід, далі — переважно на південь, впадає до Дністра на південь від села Колодіївки.

## Притоки
- Річка без назви - ліва притока. Бере початок на північно-західній околиці села Синяківці. Спочатку тече на південний схід через село Руда-Гірчичнянська, а в селі Соснівка річка повертає і тече на північний захід понад селом Слобідка-Гірчичнянська. У селі Гірчична впадає у Студеницю. Довжина річки 13 км, площа басейну водозбору 27,1 км²[1].

- Річка без назви - права притока. Бере початок на південно-східній околиці села Косогірка. Тече переважно на південний схід через село Томашівку і на південно-східній частині села Лошківці впадає у Студеницю. Довжина річки 12 км, площа басейну водозбору 39,2 км²[2].

## Ландшафтний заказник
У долині річки між селом Вихватнівці та селом Крушанівка Кам'янець-Подільського району розташований ландшафтний заказник загальнодержавного значення «Совий Яр»

## Світлини

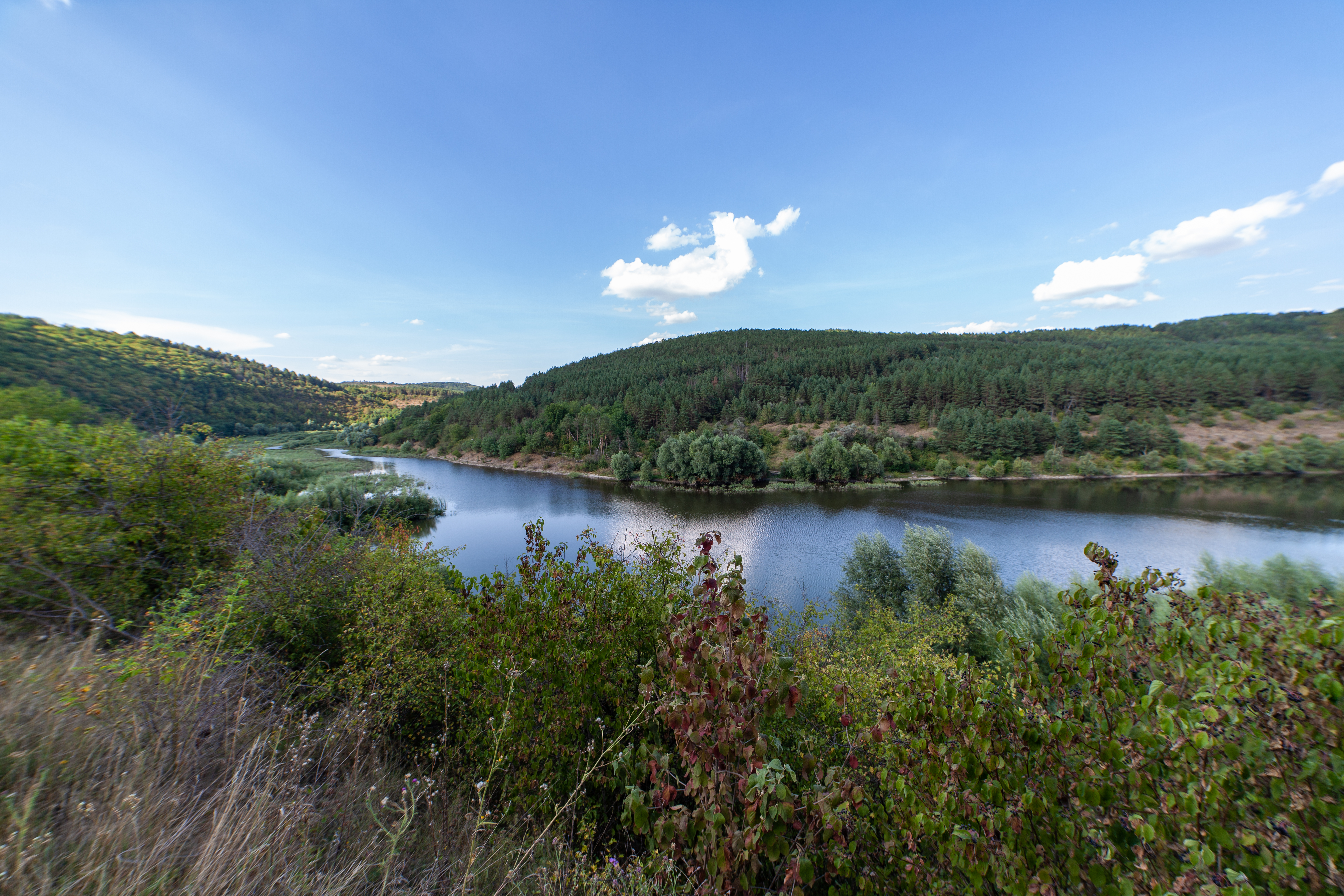
Літній краєвид на річку Студениця
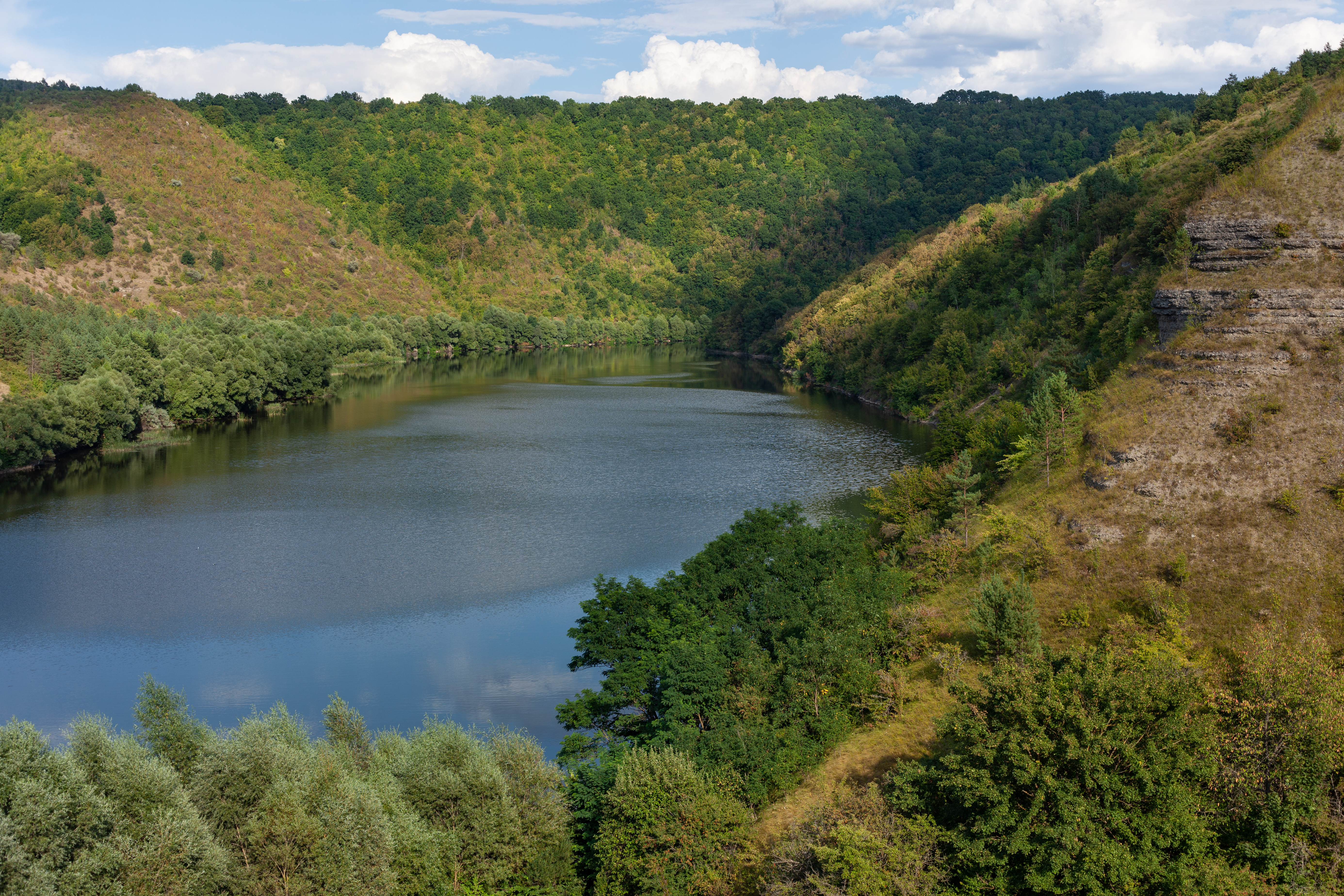
Річка Студениця у променях літнього сонця
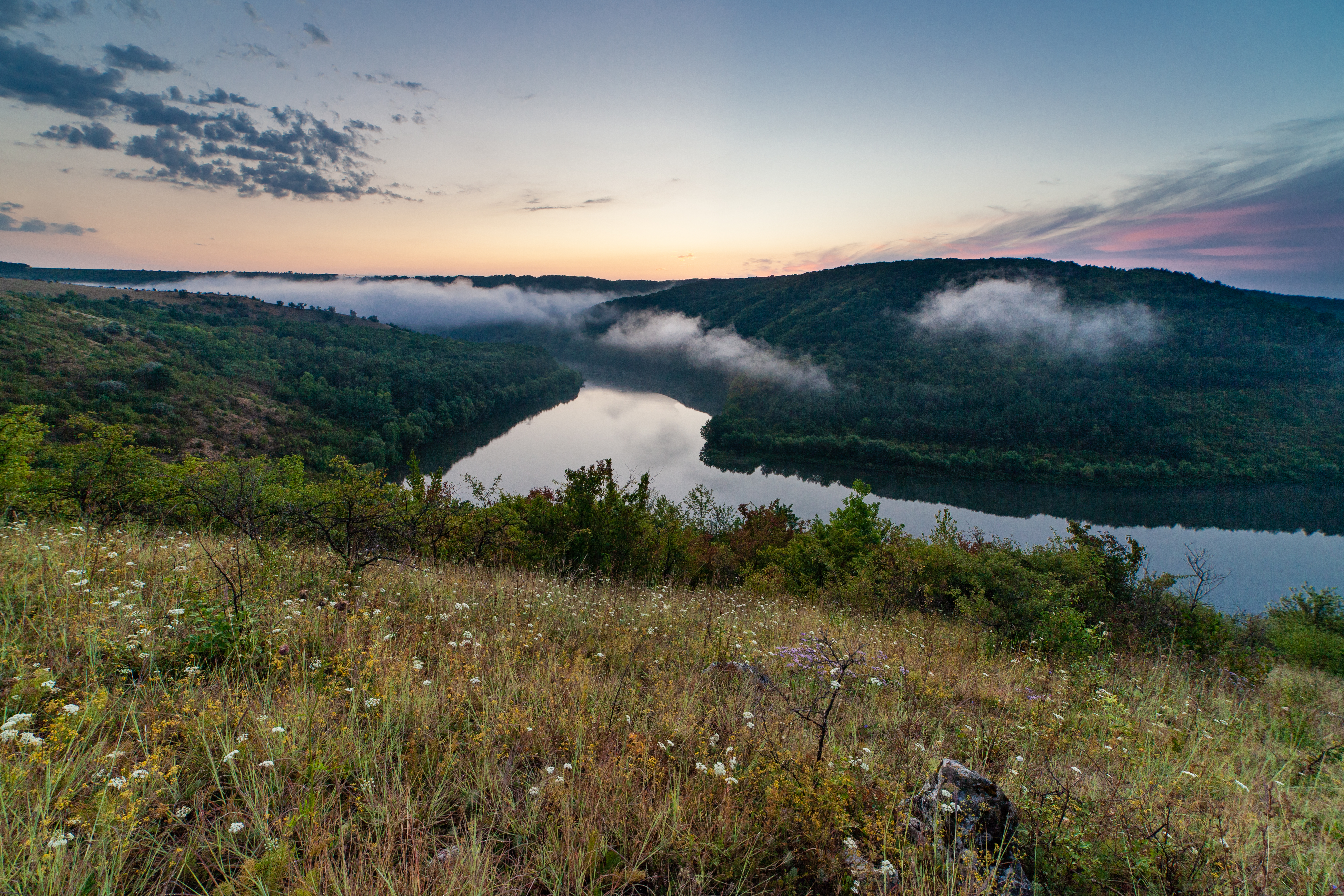
Туман перед світанком на річці Студениця
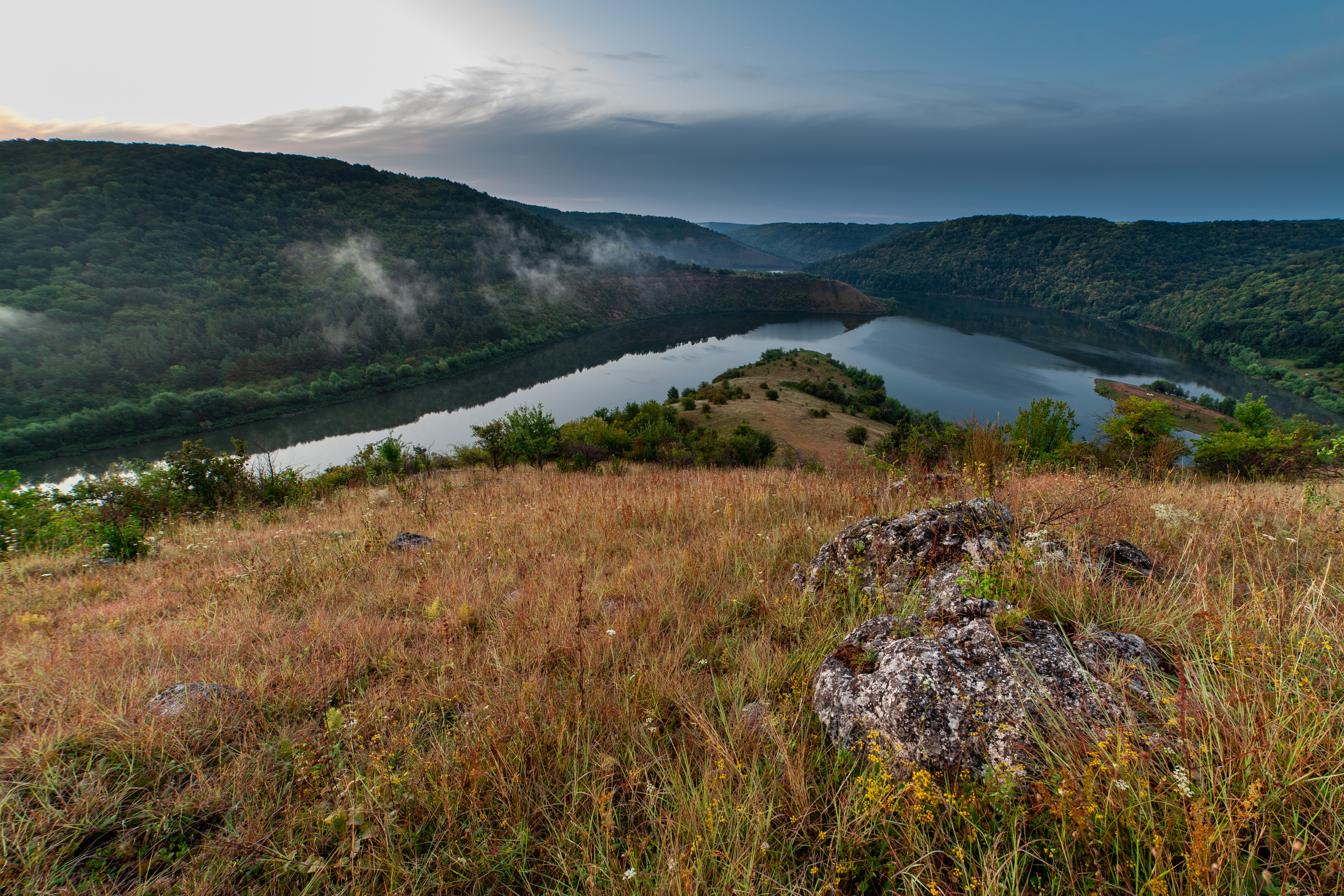
Перед світанком, річка Студениця і скельні виступи
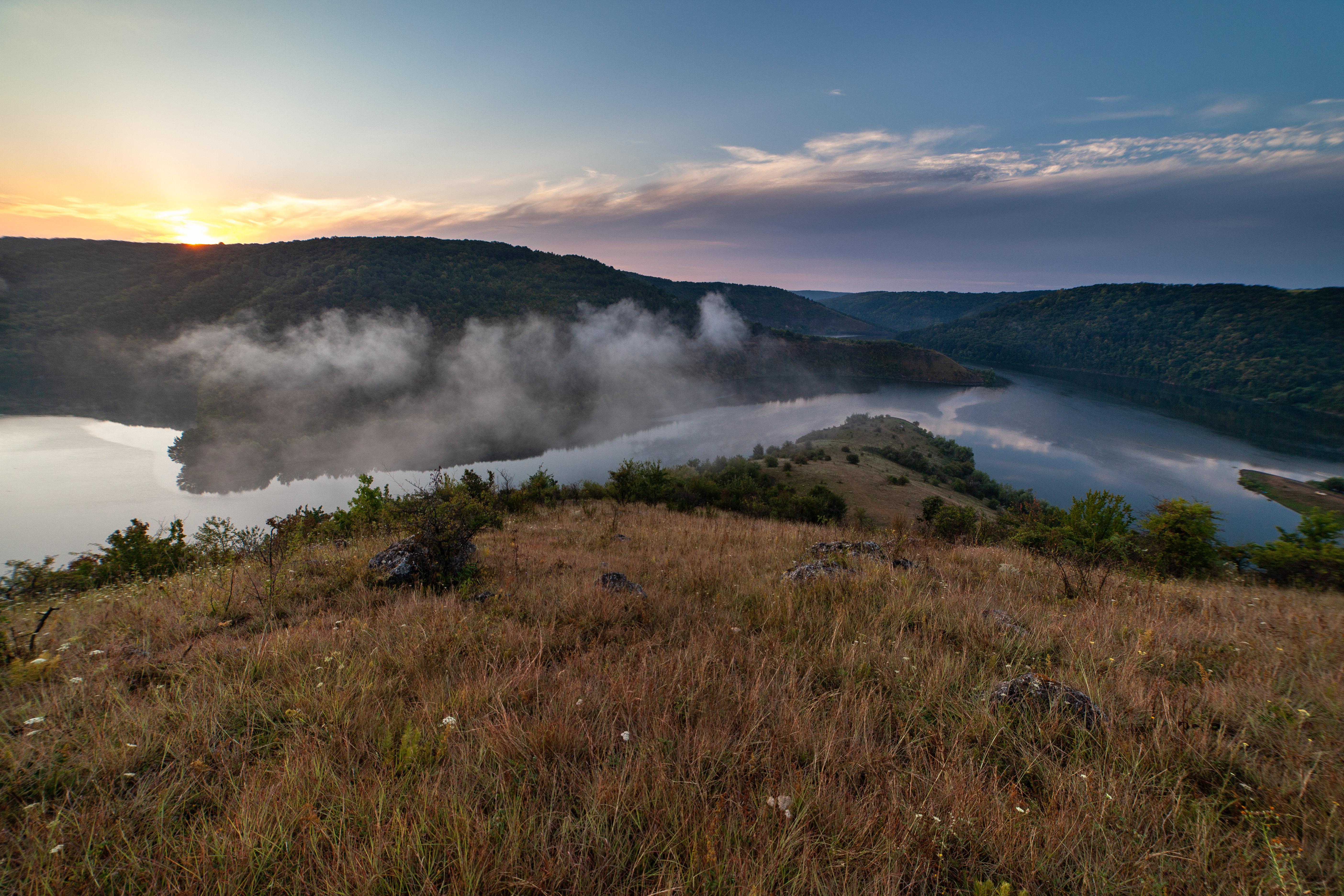
Перші промені сонця на річці
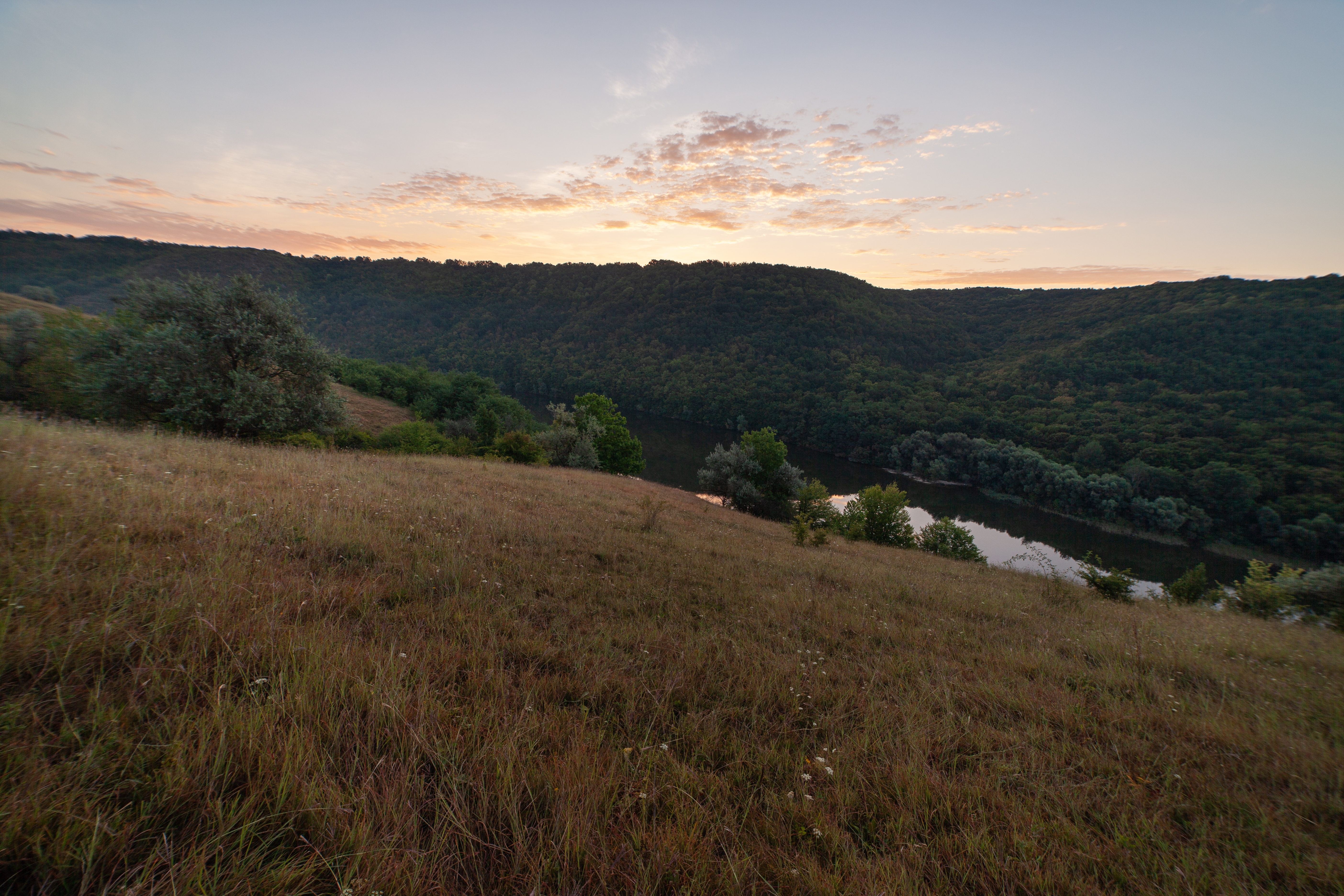
Перед світанком, каньйон річки
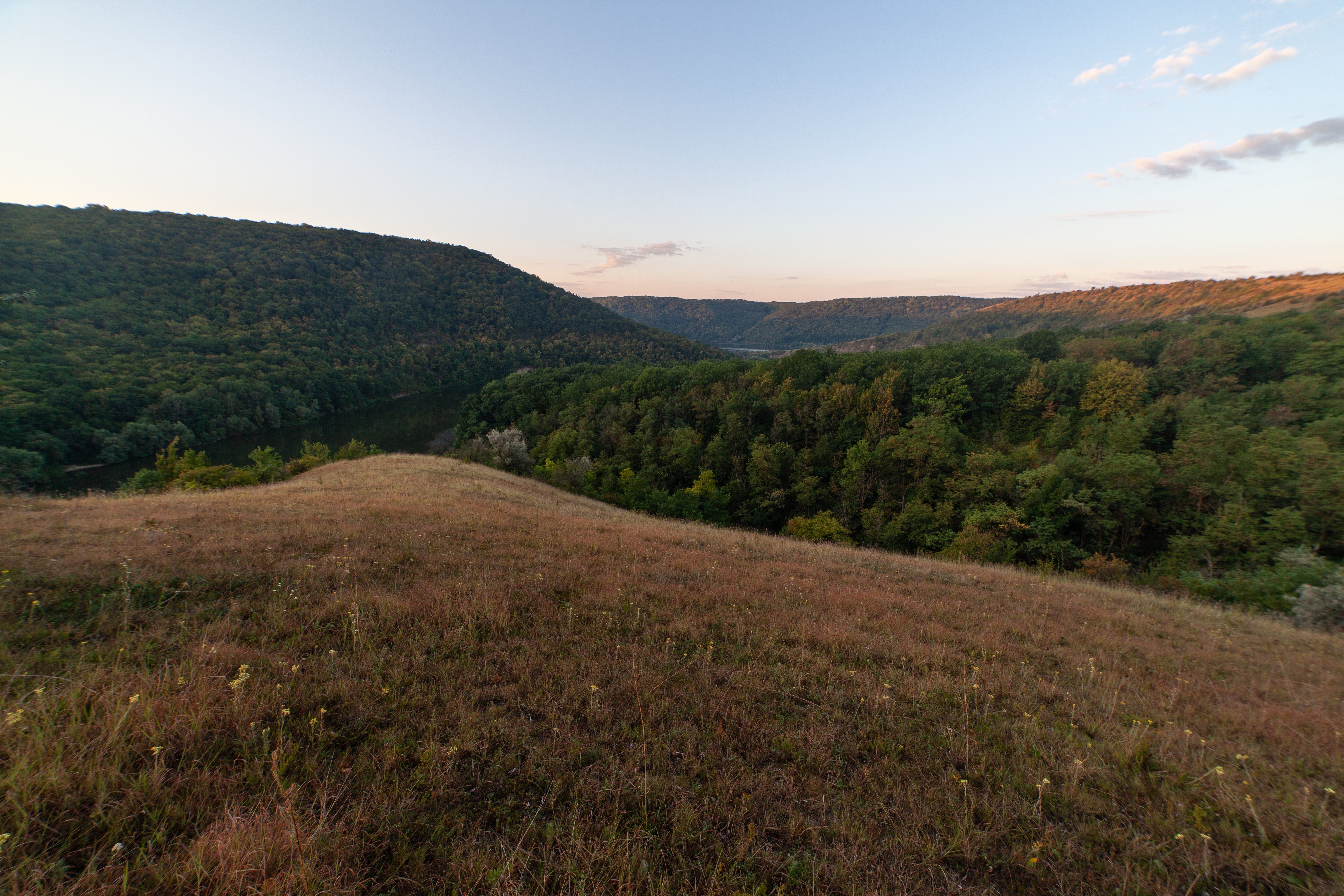
Схили поряд з річкою
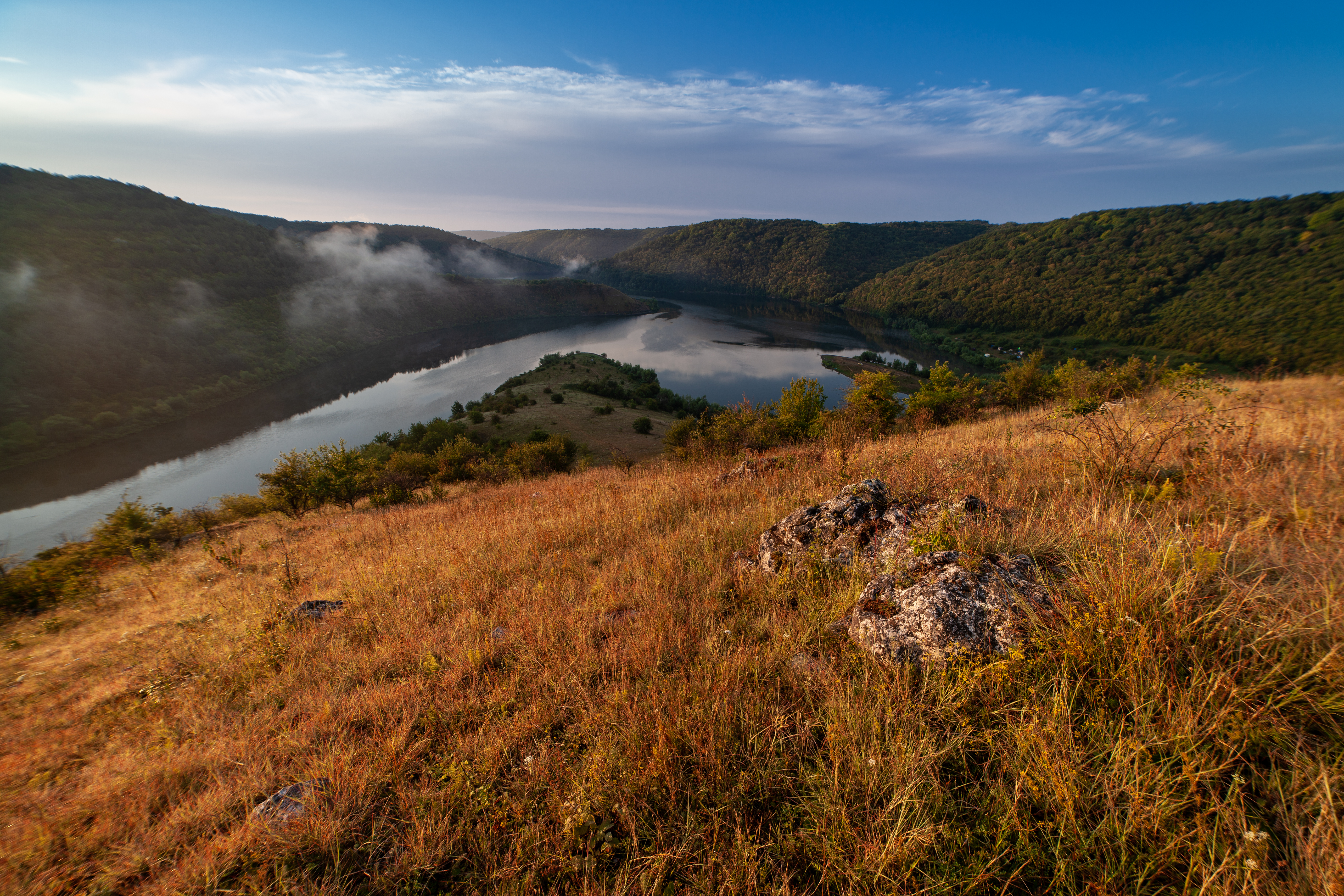
Підсвічені світанком схили канойону річки